# Havířov (stacja kolejowa)
Havířov – stacja kolejowa w Hawierzowie, w kraju morawsko-śląskim, w Czechach przy ulicy Železničářů 1300/2. Znajduje się na wysokości 252 m n.p.m., na północnym skraju dzielnicy Miasto, przy granicy z Szumbarkiem.
Stacja w Szumbarku uruchomiona została 25 grudnia 1911 roku na odcinku linii kolejowej z Kończyc do Suchej Średniej, w 1914 przedłużonej do Cieszyna. Oddano budynek stacyjny mieszczący kasy, poczekalnię, mieszkania dla pracowników kolei, a od 1 czerwca 1916 roku również ekspedycję towarową. Po zajęciu przez Polskę Zaolzia, w latach 1938–1939 stacja była graniczną i prowadzono tu odprawę paszportową. W roku 1960 Szumbark włączono w granice administracyjne rozbudowywanego miasta Hawierzów, a w 1961 zmieniono przebieg linii 321 i zelektryfikowano ją. Dokonano także przebudowy stacji i wybudowano nowe obiekty (choć kilka starszych budowli istnieje do dziś). Nowy budynek dworca wybudowany w latach 1964–1969 zaprojektował w tzw. stylu brukselskim czeski architekt Josef Hrejsemnou. Na placu przed dworcem umieszczono rzeźbę (Směrník), którą wykonał rzeźbiarz Václav Uruba (28 marca 2014 roku została przeniesiona sprzed budynku dworca do Ostrawy). W latach 2019–2022 gmach dworca przebudowano na cele kulturalno-sportowe, przenosząc obsługę pasażerów do przybudówki od strony zachodniej. 
Stacja jest dostępna dla osób poruszających się na wózku inwalidzkim, które mogą dostać się do obydwu peronów. Znajdują się tu automaty biletowe, przechowalnia bagażu i rowerów, istnieje możliwość zakupu biletów międzynarodowych i nadania przesyłek kurierskich. Znajdują się tu tablice o odjazdach pociągów dla osób niedosłyszących.

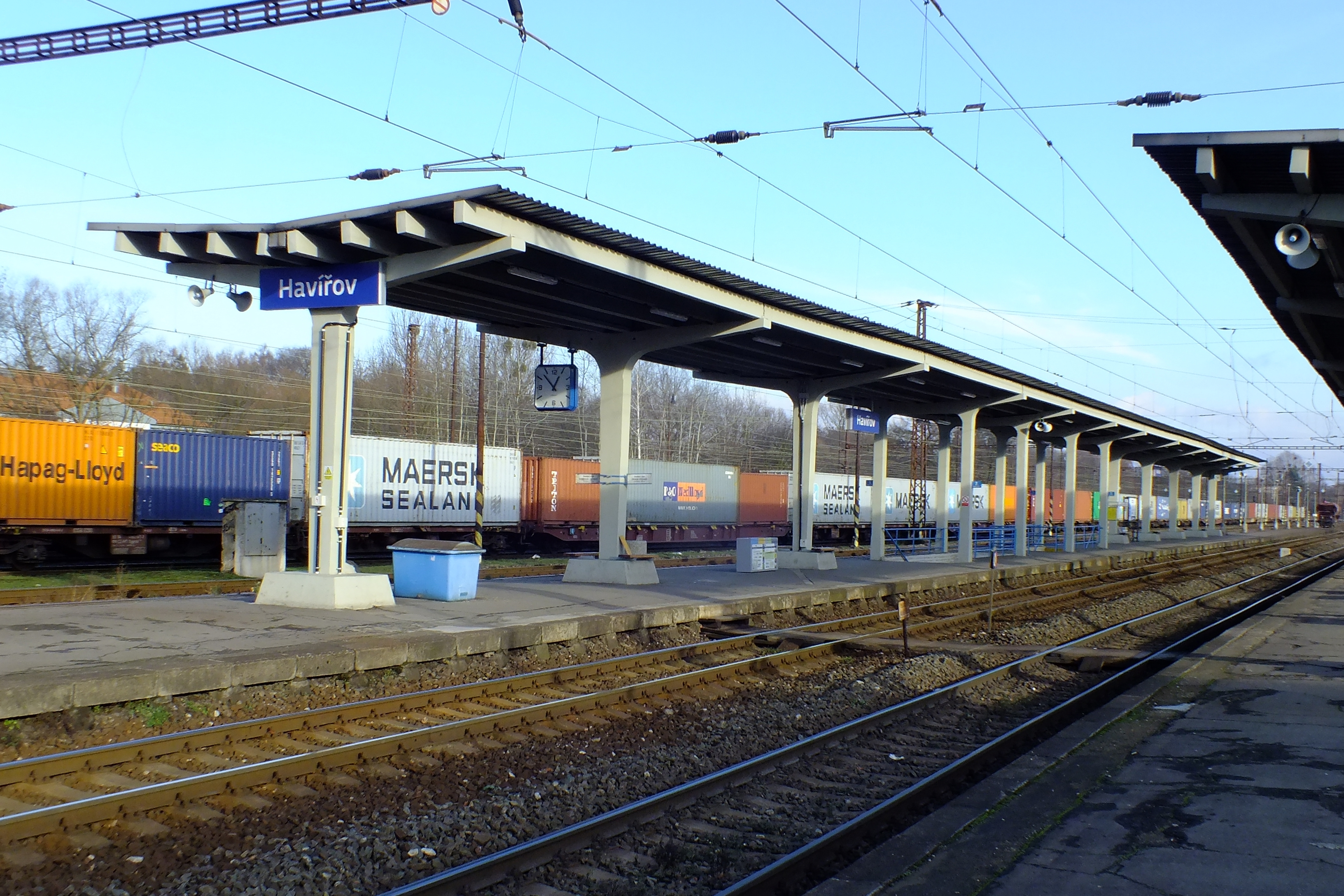
Peron (2015)
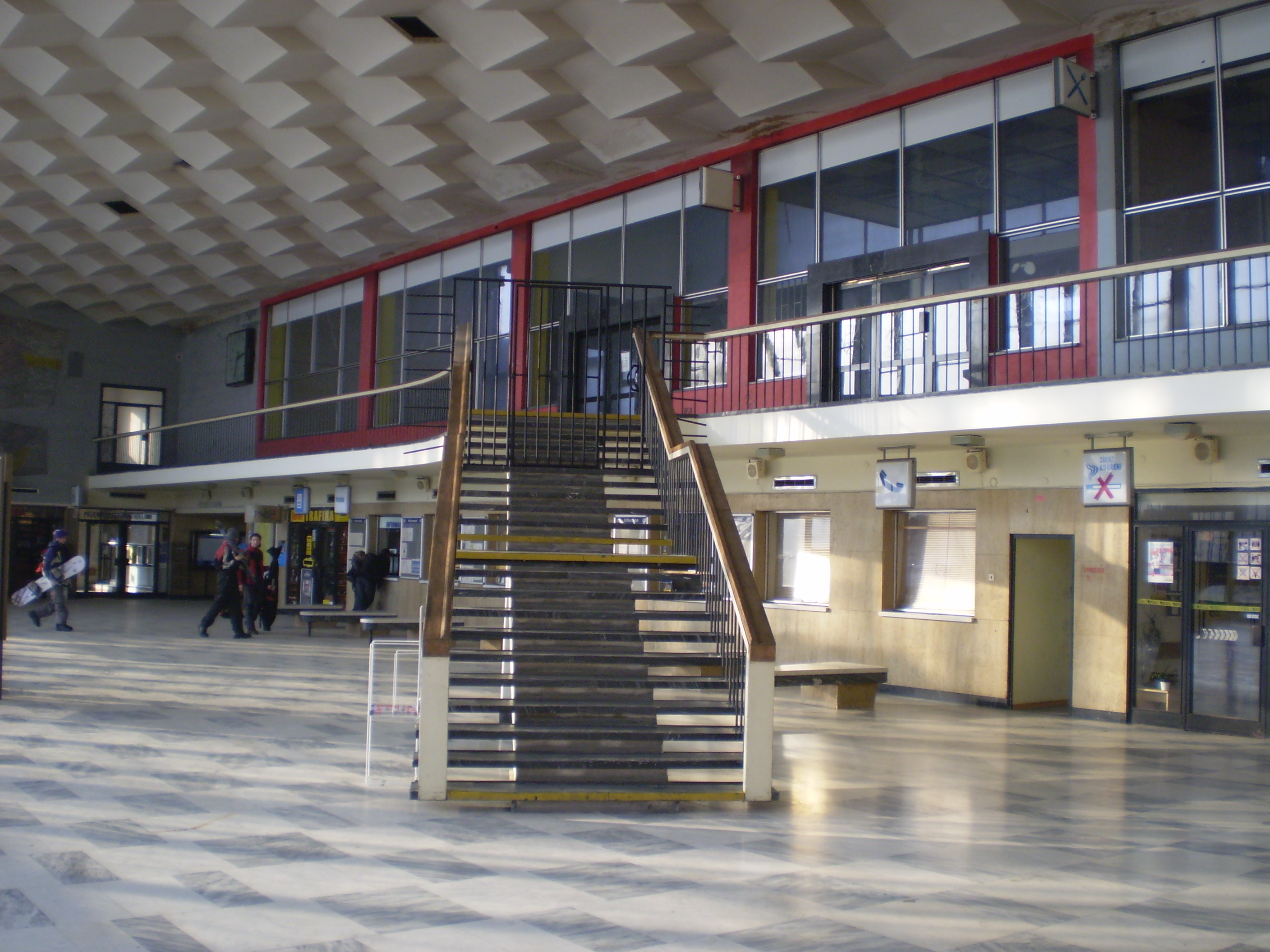
Wnętrze hali starego dworca (2009)
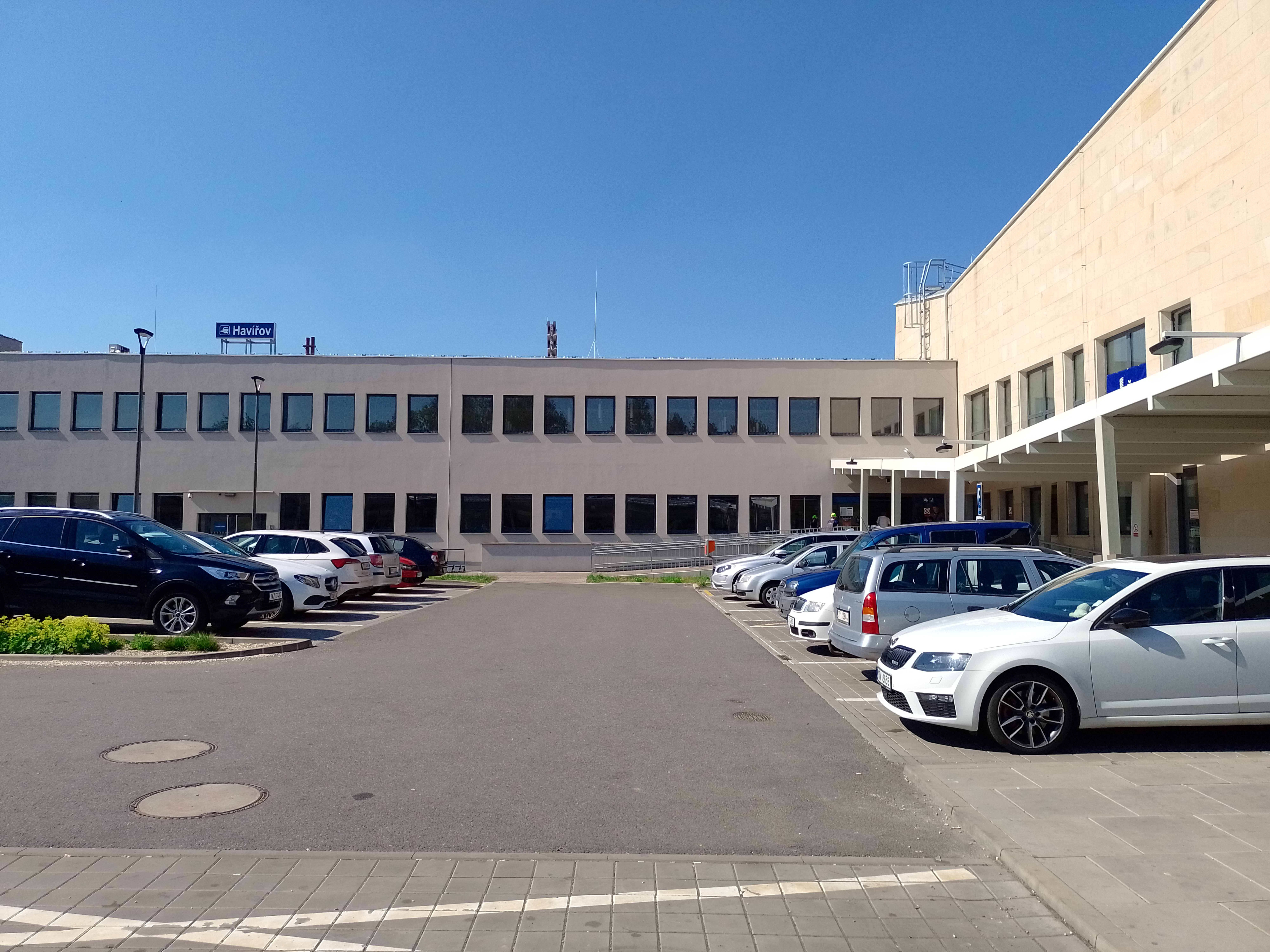
Budynek obsługi pasażerów współcześnie (2022)
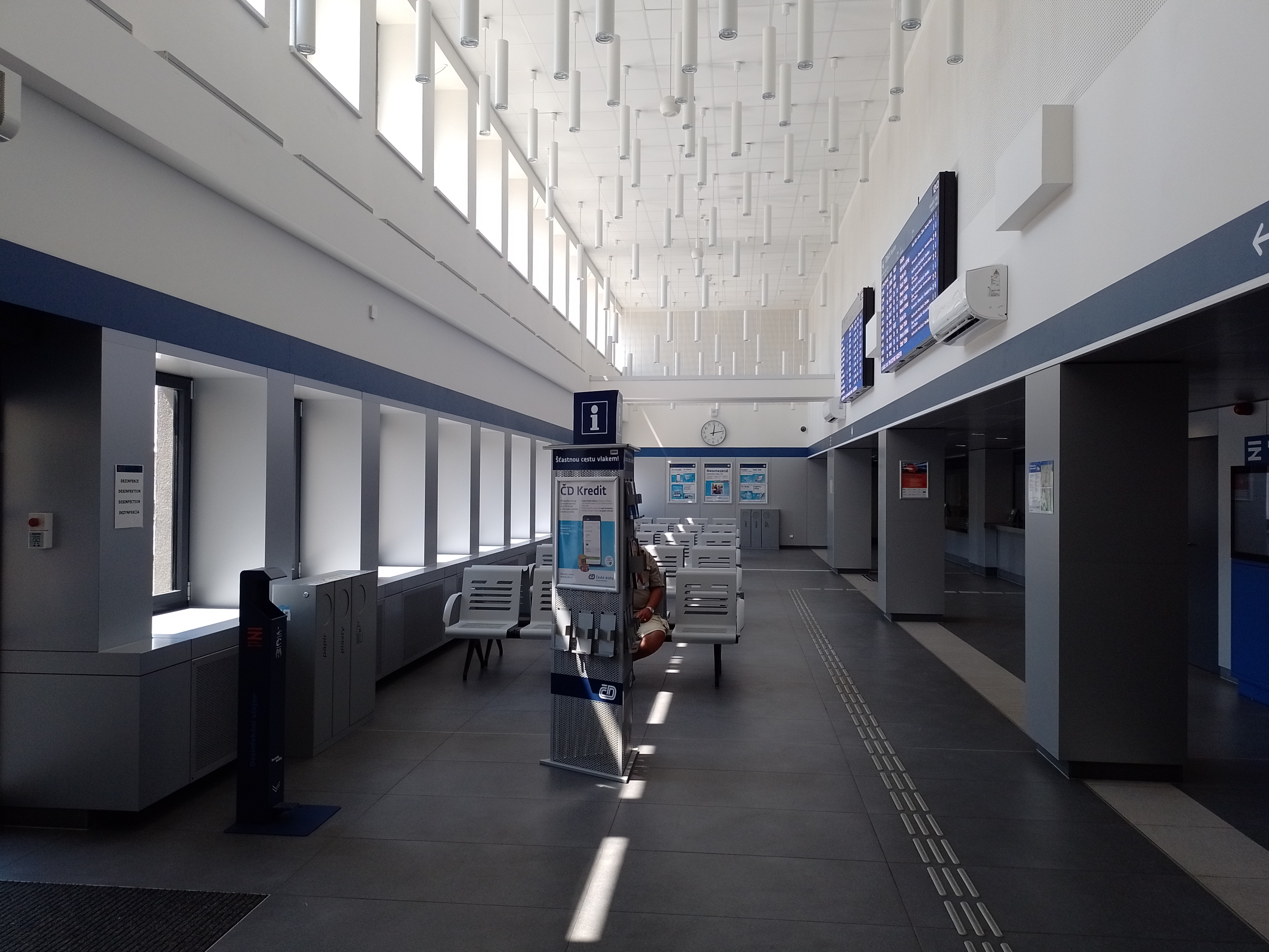
Nowa hala obsługi pasażerów (2022)